# Rhododendron vesiculiferum
Rhododendron vesiculiferum là một loài thực vật có hoa trong họ Thạch nam. Loài này được Tagg miêu tả khoa học đầu tiên năm 1931.